# Зосима Охридски
Зосима е православен духовник от XVI - XVII век. 

## Биография
Зосим става охридски архиепископ в 1600 година, какъвто е до 1607 година. Според една запазена в светогорския манастир Ватопед гръцка грамота той подава оставка през 1607 година и е заменен от Партений. Като охридски архиепископ е и наместник на Корчанската катедра.